# Wendell, Minnesota
Wendell är en ort i Grant County i delstaten Minnesota, USA.